# (1018) Arnolda
(1018) Arnolda es un asteroide que forma parte del cinturón de asteroides y fue descubierto por Karl Wilhelm Reinmuth el 3 de marzo de 1924 desde el observatorio de Heidelberg-Königstuhl, Alemania.

## Designación y nombre
Arnolda se designó al principio como 1924 QM.
Posteriormente fue nombrado en honor del físico alemán Arnold Berliner (1862-1942).

## Características orbitales
Arnolda orbita a una distancia media del Sol de 2,541 ua, pudiendo acercarse hasta 1,915 ua y alejarse hasta 3,166 ua. Tiene una inclinación orbital de 7,647° y una excentricidad de 0,2462. Emplea 1479 días en completar una órbita alrededor del Sol.